# Serémange-Erzange
Serémange-Erzange és un municipi francès, situat al departament del Mosel·la i a la regió del Gran Est. L'any 2007 tenia 4.098 habitants.

## Demografia

### Població
El 2007 la població de fet de Serémange-Erzange era de 4.098 persones. Hi havia 1.678 famílies, de les quals 482 eren unipersonals (165 homes vivint sols i 317 dones vivint soles), 521 parelles sense fills, 561 parelles amb fills i 114 famílies monoparentals amb fills.
La població ha evolucionat segons el següent gràfic:
Habitants censats

### Habitatges
El 2007 hi havia 1.808 habitatges, 1.709 eren l'habitatge principal de la família, 1 era una segona residència i 98 estaven desocupats. 1.291 eren cases i 472 eren apartaments. Dels 1.709 habitatges principals, 1.131 estaven ocupats pels seus propietaris, 546 estaven llogats i ocupats pels llogaters i 32 estaven cedits a títol gratuït; 52 tenien una cambra, 118 en tenien dues, 176 en tenien tres, 570 en tenien quatre i 793 en tenien cinc o més. 1.196 habitatges disposaven pel capbaix d'una plaça de pàrquing. A 716 habitatges hi havia un automòbil i a 672 n'hi havia dos o més.

### Piràmide de població
La piràmide de població per edats i sexe el 2009 era:
| Homes | Edats   | Dones |
| ----- | ------- | ----- |
| 4     | 95 o +  | 4     |
| 0     | 90 a 94 | 16    |
| 12    | 85 a 89 | 56    |
| 44    | 80 a 84 | 40    |
| 92    | 75 a 79 | 112   |
| 92    | 70 a 74 | 124   |
| 108   | 65 a 69 | 100   |
| 136   | 60 a 64 | 200   |
| 124   | 55 a 59 | 104   |
| 152   | 50 a 54 | 140   |
| 112   | 45 a 49 | 144   |
| 120   | 40 a 44 | 104   |
| 156   | 35 a 39 | 132   |
| 160   | 30 a 34 | 120   |
| 108   | 25 a 29 | 148   |
| 116   | 20 a 24 | 84    |
| 164   | 15 a 19 | 108   |
| 120   | 10 a 14 | 96    |
| 128   | 5 a 9   | 104   |
| 76    | 0 a 4   | 116   |

## Economia
El 2007 la població en edat de treballar era de 2.541 persones, 1.813 eren actives i 728 eren inactives. De les 1.813 persones actives 1.592 estaven ocupades (872 homes i 720 dones) i 221 estaven aturades (105 homes i 116 dones). De les 728 persones inactives 266 estaven jubilades, 220 estaven estudiant i 242 estaven classificades com a «altres inactius».

### Ingressos
El 2009 a Serémange-Erzange hi havia 1.730 unitats fiscals que integraven 4.202,5 persones, la mediana anual d'ingressos fiscals per persona era de 16.925 €.

### Activitats econòmiques
Dels 106 establiments que hi havia el 2007, 2 eren d'empreses extractives, 2 d'empreses alimentàries, 4 d'empreses de fabricació d'altres productes industrials, 21 d'empreses de construcció, 23 d'empreses de comerç i reparació d'automòbils, 5 d'empreses de transport, 8 d'empreses d'hostatgeria i restauració, 5 d'empreses financeres, 5 d'empreses immobiliàries, 7 d'empreses de serveis, 17 d'entitats de l'administració pública i 7 d'empreses classificades com a «altres activitats de serveis».
Dels 36 establiments de servei als particulars que hi havia el 2009, 1 era una oficina de correu, 2 oficines bancàries, 5 tallers de reparació d'automòbils i de material agrícola, 2 paletes, 4 guixaires pintors, 3 fusteries, 6 lampisteries, 2 electricistes, 4 perruqueries, 5 restaurants i 2 agències immobiliàries.
Dels 3 establiments comercials que hi havia el 2009, 1 era una botiga de menys de 120 m², 1 una botiga de roba i 1 una botiga d'electrodomèstics.

## Equipaments sanitaris i escolars
L'únic equipament sanitari que hi havia el 2009 era una farmàcia.
El 2009 hi havia una escola elemental.

## Poblacions més properes
El següent diagrama mostra les poblacions més properes.